# Press Glass
Press Glass – jeden z największych europejskich niezależnych producentów szyb zespolonych.
Przedsiębiorstwo posiada fabryki znajdujące się w kilku krajach. W Polsce zlokalizowanych jest pięć fabryk: w Tychach, Nowogardzie, Tczewie i dwie w Radomsku. Ponadto fabryki tej firmy działają także w chorwackim Varaždinie; sześć fabryk znajduje się na terenie Wielkiej Brytanii (pod marką Glass Systems) oraz dwie w USA.

## Historia
Przedsiębiorstwo powstało w roku 1991, kiedy przyjęło formę polsko-szwedzkiej spółki joint venture. Początkowo główną jej siedzibą były hale we Wręczycy Wielkiej koło Częstochowy. Ich powierzchnia wynosiła 600 m².
Produkcja rozpoczęła się w styczniu 1992 roku, a w listopadzie tego samego roku 100% udziałów w spółce przejął obecny właściciel Arkadiusz Muś. Pod koniec 1993 firma zakupiła dodatkową działkę w Nowej Wsi, dokąd w 1994 roku została przeniesiona siedziba i powstał zakład produkcyjny o powierzchni 11 000 m².
W roku 2001 dzięki przejęciu wszystkich akcji spółki Celt-Tychy SA firma stworzyła Grupę Kapitałową Press Glass. W tym rejonie powstała kolejna hala o powierzchni 12 000 m² wyposażona w specjalistyczne urządzenia. Zakład ten specjalizuje się w wyrobie szkła specjalnego – hartowanego i obrabianego.
W 2004 roku zbudowano w Tczewie kolejny, trzeci zakład Press Glass o łącznej powierzchni 14 000 m², który specjalizuje się w produkcji szyb zespolonych. W roku 2005 doszło do połączenia Celt-Glas SA w Tychach z Press Glass SA. Od tego czasu wszystkie zakłady w Polsce funkcjonują pod nazwą Press Glass. W 2008 roku zbudowano czwarty zakład produkcyjny w Radomsku. W 2014 roku powstała pierwsza zagraniczna spółka: Press Glass d.o.o. i rozpoczęto budowę nowego zakładu w Varaždinie w Chorwacji. W grudniu 2014 powołano drugą zagraniczną spółkę: Press Glass UK Ltd, odpowiedzialną za rozwój sprzedaży szyb fasadowych i konstrukcji wewnętrznych w Wielkiej Brytanii. W 2015 roku zostało zakupionych 100% akcji spółek należących do grupy Glass Systems, która posiadała cztery fabryki produkcyjne na terenie Wysp Brytyjskich.
W 2015 roku zakład z Nowej Wsi przeniesiono do Radomska (obecnie w Radomsku są dwa zakłady Press Glass znajdujące się w niewielkiej odległości od siebie). W czerwcu 2016 roku w USA powołano kolejną spółkę zależną, odpowiedzialną za rozwój sprzedaży na rynkach amerykańskich. Dokonano również zakupu mniejszościowego pakietu udziałów w firmie Heliotrope Technologies, Inc., spółce działającej w Stanach Zjednoczonych i rozwijającej technologie związane z produkcją tzw. szyb inteligentnych, nazywanych „Smart Glass”.
W marcu 2017 roku brytyjska spółka Press Glass UK Limited przejęła w Wielkiej Brytanii dwa zakłady grupy Pilkington, produkujące szyby zespolone dla rynku okiennego Residential. Zakłady zlokalizowane w Cumbernauld i Barnsley funkcjonują pod marką Glass Systems.
W 2017 roku podjęto decyzję o budowie piątego w Polsce zakładu produkcyjnego Press Glass SA, w miejscowości Miętno koło Nowogardu. Również w 2017 roku północnoamerykańska spółka córka firmy Press Glass SA, wykupiła 100% kapitału akcyjnego amerykańskiej firmy Glass Dynamics Inc. z siedzibą w Stoneville, specjalizującej się w szkleniach fasadowych.
W 2019 roku powstał drugi zakład w Stanach Zjednoczonych, w Ridgeway, tuż przy granicy stanów Wirginia i Karolina Północna – kilka kilometrów od Stoneville, miejsca, gdzie znajduje się pierwszy amerykański zakład i siedziba główna spółki Press Glass, Inc.
Wśród realizacji Press Glassu znajdują się m.in. takie obiekty jak: Sawig Office, G2A Arena, Q22, Eurocentrum Office Complex, ICE Kraków, 25 Charterhouse Square, Botanica Residence, Złota 44, duński Isbjerget-The Iceberg, Royal Papworth Hospital, warszawski Hotel InterContinental oraz poznański Stary Browar.

## Wyróżnienia
- Kryształowe Skrzydła
- Złoty Medal na targach Budma, za produkt Top-Glass; dwukrotna nominacja do godła Teraz Polska
- Gazela Biznesu, którą przyznała redakcja dziennika „Puls Biznesu”
- Kryształowy Profil w kategoriach „Skok w rozwoju i odwaga w działaniu” oraz „Stabilny i długoletni rozwój”
- certyfikaty jakości: ISO 9002 (1999 r.), ISO 9001 (2002 r.) oraz ISO 14001 (2007 r.)